# ドールハウス (映画)
『ドールハウス』は、2025年6月13日に公開された日本映画。監督・原案・脚本は矢口史靖、主演は長澤まさみ。
5歳の娘・芽衣を亡くした鈴木佳恵が、骨董市で芽衣によく似た愛らしい少女人形を手に入れたことが発端となって、鈴木一家に奇妙な出来事が起こり、やがて恐怖に見舞われていく姿が描かれる。
第45回ポルト国際映画祭でグランプリとなる「Best Film Award」を受賞。

## あらすじ
主婦の鈴木佳恵は5歳の娘・芽衣を不運な事故で亡くし、その悲しみから立ち直れないまま日々を過ごしていたが、ふとしたことから骨董市で芽衣に似た人形を見つけて衝動的に購入する。
夫の忠彦は人形を連れ歩く佳恵を当初は訝しがるが、佳恵が元気を取り戻すならと一緒に可愛がり、外にも連れ出していた。そんな中で2人目の娘・真衣が生まれると、夫婦は人形から興味を失っていくことになる。ある日、人形と寝かせていた真衣の首に髪の毛が巻き付いており、薄気味の悪さを感じた佳恵は、人形をクローゼットの奥にしまう。
やがて、5歳になった真衣がひょんなことから人形を見つけ出し、「アヤ」と名付けて一緒に遊び、会話するようになっていく。真衣の幼稚園の先生は人形やぬいぐるみを生きた存在のように扱う行動は幼児にはよくあることだと言う一方で、母子が首を吊っている場面や着物姿の女児が釜ゆでにされている場面を描いた真衣の絵を見せて佳恵に思い当たることはないか尋ねる。不気味に感じた佳恵はその絵とともに人形をゴミの収集に出したが、ゴミ分別に細かい管理人によって人形が戻って来てしまう。
やがて家の中で人形により真衣が負傷するという事態になるが、人形の怪異に対して半信半疑の忠彦は佳恵の真衣に対する虐待を疑うとともに妻の精神状態を案じ、勤務先の病院に入院させ、真依と人形を祖母の敏子の家に預け、人形供養を依頼する。
また、自身でも人形の入れられていた箱に書かれていた名前を調べ、人形が高名な人形師の安本浩吉によって作られた事、安本が自身の娘に似せて作った人形が行方不明になっていた事、その娘の名が真依が人形に名付けた｢アヤ｣と同じ事を突き止める。忠彦は夜が明けるのを待たず生家に急行するが、そこでも怪異が起こって、敏子が負傷してしまっており、付近の防犯カメラには幼い少女に敏子が暴行された映像が残っていた。
夜が明け、アヤの人形が寺で供養される様子を見て忠彦は安堵し佳恵も退院が決まる。しかし転売を企んだ僧の一人が密かに人形を持ち出しており、その日の内に怪異に襲われ、忠彦の勤務する病院に搬送された。寺の住職は我々の手には負えないと謝罪しつつ、人形専門の呪禁師を紹介する。
また、同僚の看護師とのやり取りで人形の口から子供の歯がこぼれ落ちたため、放射線技師に頼み込んでCTを撮ると人形の中には子供の全身の骨がまるごと入っている事が判明する。忠彦はCT室に来た佳恵に一連の経緯を全て話し、敏子の事件を担当していた山本に通報する。
山本が人形を事件の証拠品として押収したところに、寺から紹介された呪禁師の神田がやってきて、佳恵と忠彦は神田とともに山本の車を追うが、トンネル内で山本が怪異に襲われてしまう。その後人形について調べると、安本浩吉が死亡したアヤの骨を材料にして製作し母親の墓に埋葬されていたと知った佳恵たちは、神田とともに人形を故郷の母の墓に戻そうとするが、墓の場所を探っている最中に人形が激しく暴れ、神田が負傷してしまう。
佳恵と忠彦は二人で墓を探り当て、人形を墓に収めるが、墓の中に落とした芽衣の写真を拾い出そうとして、佳恵が人形に引きずり込まれそうになる。
数日後、忠彦と佳恵の二人と連絡が取れないことを不審に思った敏子と神田がマンションに入ると、3人分の食器がテーブルの上に残されていた。真衣とアヤが会話しているビデオを最後まで見ると、アヤは生前母親に虐待を受けており、母親を恨んでいたことが判明、人形を母親の墓に一緒に入れたことは過ちであり、アヤは自分を大切にしてくれる新しい父母が欲しかったのではと気づく。

## キャスト

### 主要人物
鈴木佳恵
演 - 長澤まさみ
5歳の娘・芽衣を亡くし、骨董市で芽衣によく似た少女人形・アヤを見つける。
鈴木忠彦
演 - 瀬戸康史
佳恵の夫。総合病院の看護師。佳恵とともに人形の謎に迫っていく。
鈴木真衣
演 - 池村碧彩
新たに生まれた佳恵と忠彦の娘。5歳のある日、クローゼットの奥から人形を見つけ、一緒に遊ぶようになる。
鈴木芽依
演 - 本田都々花
真衣の姉。5歳で亡くなっている。
神田
演 - 田中哲司
呪禁師（じゅごんし）。佳恵と忠彦の前に現れる。
山本
演 - 安田顕
私服警官。
鈴木敏子
演 - 風吹ジュン
忠彦の母親。隠居して一人暮らし。

### その他
寺嶋
演 - 今野浩喜
人形のお焚き上げ供養をしている寺の僧侶。
竹内良子
演 - 西田尚美
総合病院の心療内科医。
池谷宗治
演 - 品川徹
人形収集家。
安本浩吉
演 - 星野卓誠
昭和初期に活動した人形作家。
オカルトレンジャー
演 - はんくん、ガチヤマ、ひろと（エスポワールトライブ）、野咲美優、真弓
忠彦が見つけた動画に登場した、「神無島」を探索するYoutuberグループ。
ゴミ清掃員
演 - けーすけ、島袋（エスポワールトライブ）

## スタッフ
- 原案・脚本・監督 - 矢口史靖
- 主題歌 - ずっと真夜中でいいのに。「形」（ユニバーサル ミュージック）[10]
- 製作 - 市川南、上田太地
- エグゼクティブプロデューサー - 臼井央
- 企画・プロデュース - 遠藤学、山野晃
- プロデューサー - 深津智男
- 撮影 - 高木風太
- 照明 - 市川徳充
- 美術 - 金勝浩一
- 装飾 - 鈴木仁
- 録音 - 池田雅樹
- 編集 - 宮島竜治
- 特殊メイク・特殊造形 - 藤原カクセイ（ダミーヘッドデザインズ）
- 衣装 - 小木田浩次、早船光則
- ヘアメイク - 梅原さとこ
- ヘアメイク（長澤まさみ） - 千葉友子
- 小道具 - 山内栄子
- 音響効果 - 伊藤瑞樹
- スクリプター - 古谷まどか
- キャスティング - 南谷夢
- 助監督 - 岡部哲也
- 制作担当 - 桑原学
- VFXスーパーバイザー - 牧野由典
- カラリスト - カチョロフスキ・カロル
- 音楽プロデューサー - 北原京子
- 配給 - 東宝[5]
- 制作プロダクション - TOHOスタジオ、ジャンゴフィルム[11]

## メディアミックス

### ノベライズ
「映画ノベライズ ドールハウス」（原案 - 矢口史靖 /著者- 夜馬裕、2025年4月9日発売 〈双葉文庫〉ISBN 978-4-575-52841-1）

### コミカライズ
「映画コミカライズ ドールハウス」（企画・原案 - 矢口史靖 /著者- 凸ノ高秀、2025年4月24日発売 〈双葉社〉ISBN 978-4-575-44082-9 ）

## 興行成績
- 6月13日の封切りから7月11日まで29日間で観客動員96万6000人、興行収入12・8億円を記録した[14]。